# Luke Ford
Luke Ford (Vancouver, Columbia Británica; 26 de marzo de 1981) es un actor australiano-canadiense, conocido por haber interpretado a Alex O'Connell en la película La momia: la tumba del emperador Dragón.

## Biografía
Asistió a la escuela "Parramatta Marist High School" ubicada en Westmead, Sídney. 
Ford estudió actuación en "The Actor's Pulse" en Sídney, convirtiéndose en uno de los primeros graduados de la escuela. Solía trabajar en el hotel Winston Hills; también jugaba basquetball en Parramatta Wildcats.

## Carrera
Luke ha tenido papeles protagonistas en las películas The Black Balloon, de Elissa Down, donde trabajó junto a la actriz Toni Collette y en Kokoda, de Alister Grierson. 
En 2002 obtuvo el papel de Perch en la serie The Junction Boys.
Ford también ha aparecido en la televisión en exitosas series australianas como Water Rats y Home and Away en 2002, Stingers en 2001 y en Mcleod's Daughters desde 2001 hasta 2004, cuando interpretó a Craig Woodland.
En 2008 se unió a la película La momia: la tumba del emperador Dragón, donde dio vida al joven aventurero y arqueólogo Alex O'Connell, hijo de Rick e Evy. En la película trabajo a lado del actor Brendan Fraser y la actriz Maria Bello. La película se estrenó el 1 de agosto en los Estados Unidos. 
En 2009 se unió a Blood in the Sand dirigida por Rowan Woods, en Australia Occidental; la película narra la vida real de Snowy Rowles, quien pone en práctica los crímenes de una novela escrita por su amigo Arthur Upfield (Menzies). También ese mismo año apareció en la película de crimen y drama Animal Kingdom donde interpretó a Darren y en Ghost Machine junto a Joshua Dallas, Rachael Tyler y Sean Farris.
En mayo de 2012, apareció en la miniserie de seis partes Bikie Wars: Brothers in Arms, donde interpretó al motociclista Snow, miembro de la banda "Los Comancheros". La miniserie se basó en la masacre de Milperra ocurrida en 1984 y en ella también aparecieron Anthony Hayes y Callan Mulvey.
En 2013 se unió al elenco recurrente de la serie Underbelly: Squizzy, donde interpretó a Albert "Tankbuster" McDonald, la serie fue la sexta y última temporada de la serie Underbelly. Ese mismo año apareció en la miniserie Power Games: The Packer-Murdoch Story donde interpretó al magnate Kerry Packer, el hijo de Sir Frank Packer (Lachy Hulme), el magnate y fundador de la cadena Nine Network.
En septiembre de 2015 se anunció que Luke aparecía en la película SFv1 donde interpretaba a Bill.

## Filmografía

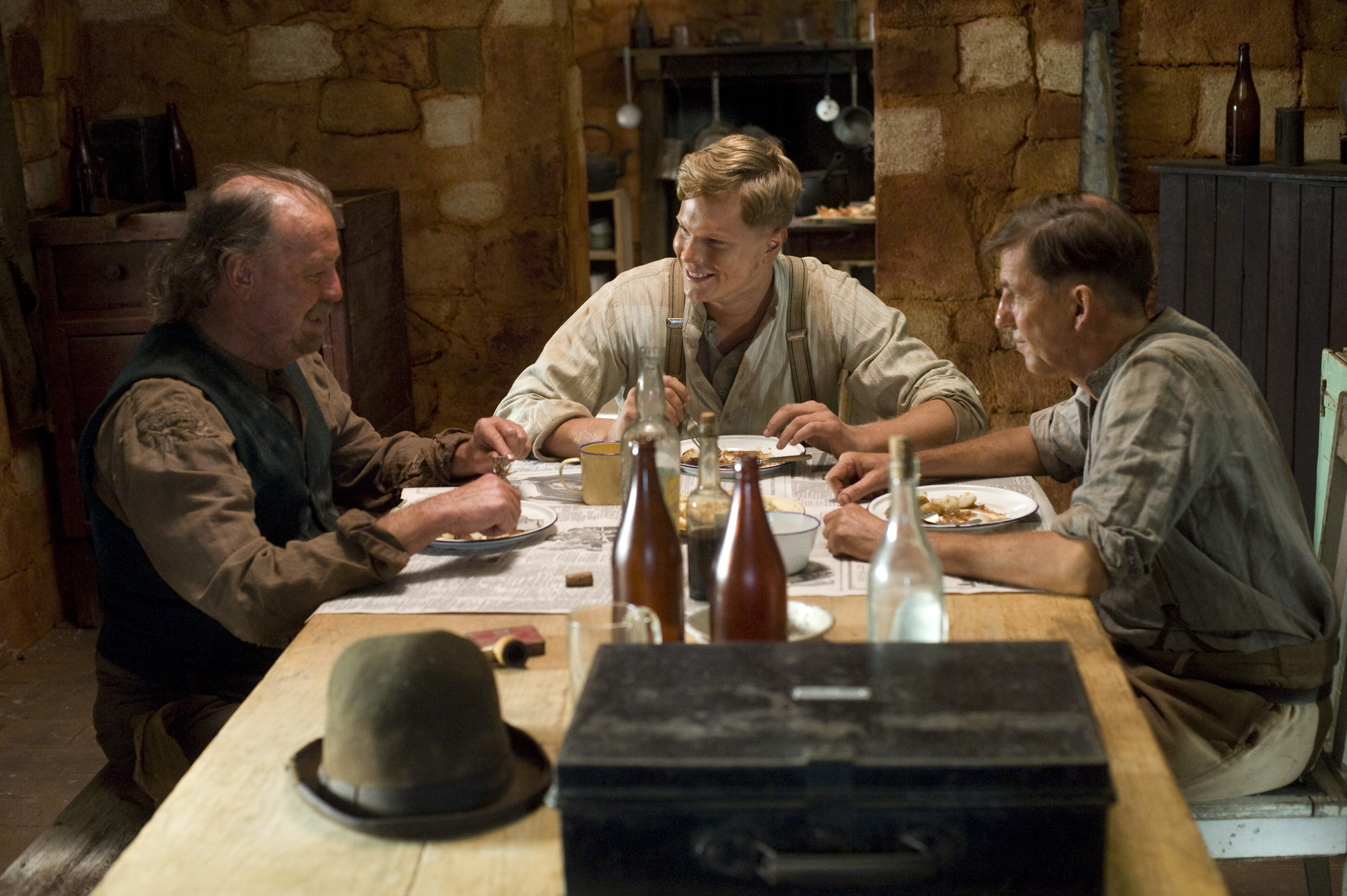
Bille Brown como George Ritchie, Luke Ford como Snowy Rowles (en medio) & Robert Menzies como Arthur Upfield.

## Filmografía[8]

### Series de televisión
| Año         | Título                                | Personaje                    | Notas                                |
| ----------- | ------------------------------------- | ---------------------------- | ------------------------------------ |
| 2017        | Cleverman                             | Tim Dolan                    | 6 episodios                          |
| 2015        | Deadline Gallipoli                    | Charlie Hodson               | 2 episodios - miniserie              |
| 2013        | Power Games: The Packer-Murdoch Story | Kerry Packer                 | 2 episodios - miniserie              |
| 2013        | Underbelly: Squizzy                   | Albert "Tankbuster" McDonald | 4 episodios                          |
| 2012        | Bikie Wars: Brothers in Arms          | Ian "Snow" White             | 3 episodios - miniserie              |
| 2005        | HeadLand                              | Seth Baxter                  | 5 episodios                          |
| 2001 - 2004 | Mcleod's Daughters                    | Craig Woodland               | 22 episodios                         |
| 2002 - 2004 | All Saints                            | Leon Fahey                   | 2 episodios: "Bad Seed" & "Overload" |
| 2001        | Stingers                              | Craig Williams               | episodio "Just Another Day"          |
| 2000        | Home and Away                         | J.T. Hanson                  | 5 episodios                          |
| 2000        | Water Rats                            | Harley Strachan              | episodio "Family Ties"               |

### Películas
| Año  | Título                                  | Personaje          | Notas                                                                                    |
| ---- | --------------------------------------- | ------------------ | ---------------------------------------------------------------------------------------- |
| 2016 | SFv1                                    | Bill               | junto a Kellan Lutz, Daniel MacPherson, Bren Foster, Rachel Griffiths & Temuera Morrison |
| 2014 | Infini                                  | Chester Huntington | junto a Daniel MacPherson, Bren Foster, Luke Hemsworth & Matt Minto                      |
| 2014 | Parer's War                             | Ronnie Williams    | junto a Matthew Le Nevez, Adelaide Clemens, Ian Meadows & Nicholas Bell                  |
| 2013 | Charlie's Country                       | Luke               | junto a David Gulpilil & Ritchie Singer                                                  |
| 2012 | The King Is Dead!                       | Shrek              | junto a Anthony Hayes, Dan Wyllie & Bojana Novakovic                                     |
| 2011 | Face to Face                            | Wayne              | junto a Vince Colosimo & Matthew Newton                                                  |
| 2011 | Driver                                  | Alek               | corto - junto a Sophie Hensser & Tim Pocock                                              |
| 2011 | Red Dog                                 | Thomas             | junto a Josh Lucas & Rachael Taylor                                                      |
| 2010 | Ghost Machine                           | Vic                | junto a Sean Farris, Rachael Taylor & Joshua Dallas                                      |
| 2010 | Animal Kingdom                          | Darren Cody        | junto a Guy Pearce, Joel Edgerton & Andy McPhee                                          |
| 2010 | Nomads                                  | Zack               | junto a Scott Porter & Michaela McManus                                                  |
| 2010 | Face to Face                            | Wayne              | junto a Laura Gordon & Vince Colosimo                                                    |
| 2009 | 3 Acts of Murder                        | Snowy Rowles       | junto a Emma Booth, Bille Brown & Robert Menzies                                         |
| 2008 | La momia: la tumba del emperador Dragón | Alex O'Connell     | junto a Brendan Fraser, John Hannah, Jet Li & Maria Bello                                |
| 2008 | The Black Balloon                       | Charlie Mollison   | junto a Toni Collette, Rhys Wakefield & Erik Thomson                                     |
| 2006 | Kokoda                                  | Burke              | junto a Shane Bourne, Jack Finsterer & Ewen Leslie                                       |
| 2005 | Hércules                                | Iphicles           | junto a Kim Coates, Timothy Dalton & Sean Astin                                          |
| 2002 | The Junction Boys                       | Perch              | junto a Tom Berenger, Ewen Leslie & Ryan Kwanten                                         |

### Teatro
| Año  | Obra                 | Personaje  | Director (a)  | Teatro | Notas                                                            |
| ---- | -------------------- | ---------- | ------------- | ------ | ---------------------------------------------------------------- |
| 2004 | Glen Garry Glen Ross | Williamson | -             | -      | -                                                                |
| 2003 | Balm in Gilead       | Joe        | Michael Booth | -      | junto a Charlie Clausen, Susie Rugg, Sarah Gilbert & Neil Phipps |
| 2003 | The Is Our Youth     | Dennis     | -             | -      | -                                                                |
| 2002 | True West            | Austin     | -             | -      | -                                                                |

## Premios y nominaciones
| Año  | Categoría                                                                           | Premio                       | Serie/Película                        | Resultado |
| ---- | ----------------------------------------------------------------------------------- | ---------------------------- | ------------------------------------- | --------- |
| 2014 | Best Guest or Supporting Actor in a Television Drama                                | AACTA Award                  | Power Games: The Packer-Murdoch Story | Ganador   |
| 2011 | Best Performance by an Ensemble Cast (junto con Joel Edgerton & Sullivan Stapleton) | Chlotrudis Award             | Animal Kingdom                        | Nominados |
| 2011 | Best Actor (junto con Josh Saks, Matthew Newton & Vince Colosimo)                   | IF Award                     | Face to Face                          | Nominados |
| 2011 | Best Actor                                                                          | Festival Des Antipodes Award | Face to Face                          | Nominado  |
| 2008 | Best Supporting Actor                                                               | AFI Award                    | The Black Balloon                     | Ganador   |
| 2008 | Best Supporting Actor                                                               | FCCA Award                   | The Black Balloon                     | Nominado  |